# República Popular China en los Juegos Olímpicos de Lillehammer 1994
La República Popular China estuvo representada en los Juegos Olímpicos de Lillehammer 1994 por un total de 24 deportistas que compitieron en 5 deportes.
El portador de la bandera en la ceremonia de apertura fue el patinador de velocidad Liu Yanfei.

## Medallistas
El equipo olímpico chino obtuvo las siguientes medallas:
| Nombre       | Deporte                              | Competición  |
| ------------ | ------------------------------------ | ------------ |
| Oro          |                                      |              |
| —            |                                      |              |
| Plata        |                                      |              |
| Zhang Yanmei | Patinaje de velocidad en pista corta | 500 m F      |
| Bronce       |                                      |              |
| Chen Lu      | Patinaje artístico                   | Individual F |
| Ye Qiaobo    | Patinaje de velocidad                | 1000 m F     |